# Guillaume-Joseph Chaminade
Guillaume-Joseph Chaminade (Périgueux, 8 aprile 1761 – Bordeaux, 22 gennaio 1850) è stato un presbitero francese, fondatore delle Figlie di Maria Immacolata (1816) e della Società di Maria (1817). È stato beatificato da papa Giovanni Paolo II nel 2000.

## Biografia
Ordinato sacerdote nel 1785, si rifiutò di prestare giuramento alla costituzione civile del clero, imposta nel 1790 dall'Assemblea nazionale costituente, ed esercitò clandestinamente il sacerdozio a Bordeaux fino al colpo di Stato del 18 fruttidoro dell'anno V (4 settembre 1797), che aveva destituito il governo moderato reo di aver abrogato le leggi contro i preti refrattari; si rifugiò quindi a Saragozza, dove visitò il santuario di Nuestra Señora del Pilar e maturò una profonda devozione mariana.
Tornato in patria, nel 1800 si stabilì a Bordeaux dove, nel 1816, fondò con Adèle de Batz de Trenquelléon (1789-1828) le Figlie di Maria Immacolata, istituto religioso femminile dedito all'insegnamento, e l'anno successivo la congregazione della Società di Maria (Marianisti).

## Il culto
Padre Chaminade è stato proclamato beato a Roma il 3 settembre del 2000 da papa Giovanni Paolo II.
Il suo elogio si legge nel Martirologio Romano al 22 gennaio.